# Бич (человек)
Бич (также бича́ра, бичуга́н, ж. р. бичи́ха, м. ч. бичевня́; прилаг. бичёвский) — опустившийся, спившийся человек, выполняющий сезонную работу, часто связанную с добычей полезных ископаемых.

## Значение слова
В русском языке первоначальное значение — опустившийся человек, устраивающийся на сезонные работы (в геологических экспедициях, строительстве), в остальное же время года не работающий. Затем получило расширительное значение — бродяга. Отсюда бичевать — вести образ жизни бича. В 1960–1970-е годы был придуман бэкроним «бывший интеллигентный человек». В русском языке слово «бич» означает также в прямом смысле хлыст, кнут (от слова бить), в переносном — проблему, наказание, угрозу для множества людей (это отражено во фразах «бич общества», «настоящий бич нашего времени» и т.п.). 
«Энциклопедический словарь истории советской повседневной жизни» (2015) называет бичом опустившегося, нередко спившегося безработного и бездомного человека, перебивающегося сезонными или случайными заработками на неквалифицированных и тяжёлых работах (часто связанных с добычей полезных ископаемых) и проживающего в бараках, вагончиках и другом случайном жилье. При этом бичи в 1950–1980-х годах составляли значительную часть всех сезонных рабочих, занятых рыболовными промыслами, строительством, на лесоповале, в золотодобыче.
Возможно, слово «бич» имеет английскую этимологию, происхоя от английского beach — «пляж, берег», а английское выражение to be on the beach (буквально — «находиться на берегу») означает «разориться». Таких разорившихся людей называли beachcomber — «бродяга на побережье». Первоначально словом beach (в значении «бездомный бродяга») называли матросов, оставшихся без работы. Затем слово приобрело значение «бездельник», «корабельный побирушка», «портовый бродяга». На побережье Тихого океана «бичами» называли бродяг и дезертиров с китобойных судов, которые кормились ловлей жемчуга и сбором того, что выбрасывает море (брёвна, доски, уголь и т.п.)

## «Бичи» в советских лагерях
Описывая понятие «бич» применимо к сталинским лагерям, Фима Жиганец называет так «зэков-интеллигентов, которые ни морально, ни физически не были готовы к выпавшим испытаниям». Такие люди в лагерях быстро опускались, теряя остатки достоинства, начинали питаться отбросами с помоек и становились оборванцами, вызывая сходство с нищими бродягами. В советских лагерях словом «бич» заключённые называли других заключённых, которым было не под силу пребывание в местах лишения свободы. «Бичи» (или «холуи») в советских тюрьмах относились к низшей касте. Хотя Сергей Пирогов не выделял «бичей» в особую тюремную масть, считая их «дном» самой многочисленной масти, называемой в лагерях «мужиками». По воспоминаниям советского диссидента Вадима Делоне, бичи на зоне не имели права голоса, были осуждены по законам о тунеядстве или бродяжничестве, хотя являлись сезонными рабочими, зарабатывая себе на пропитание.
В статье Патрика Мерфи «Советские шабашники: материальные стимулы к труду» рассказывается о такой категории людей, как «бичи» и «бамовцы», в 1980-е годы занятые на малоквалифицированных работах. Это «люди, чьи жизни были разрушены пребыванием в трудовых лагерях во время сталинского режима, проживают в больших количествах на Дальнем Востоке»